# Wytyczne techniczne K-1.6
Wytyczne techniczne K-1.6 – zbiór zasad technicznych dotyczących wykonywania prac geodezyjnych w Polsce związanych z opracowaniem pierworysu na podstawie fotomapy lub ortofotomapy, wprowadzony zaleceniem Dyrektora Biura Rozwoju Nauki i Techniki Głównego Urzędu Geodezji i Kartografii Andrzeja Zglińskiego z 5 lipca 1982 roku, do stosowania wytycznych K-1.6 "Mapa zasadnicza. Opracowanie pierworysu na podkładzie fotomapy lub ortofotomapy". Jedynym wydaniem jest wydanie pierwsze z 1982 roku. Wytyczne stanowią uzupełnienie instrukcji technicznej K-1 będącej do 8 czerwca 2012 standardem technicznym w geodezji.
Wytyczne zostały opracowane przez zespół w składzie: Krystyna Podlacha, Liliana	Poteralska-Walczyńska, Franciszek Sawa. Przy opracowaniu wytycznych Instytut Geodezji i Kartografii wykorzystał uwagi zgłoszone w czasie ankietyzacji projektu wytycznych sporządzonego w Okręgowym Przedsiębiorstwie Geodezyjno-Kartograficznym w Krakowie w roku 1980. Wytyczne opracowano zgodnie z zaleceniami Biura Rozwoju Nauki i Techniki Głównego Urzędu Geodezji i Kartografii reprezentowanego przez Edwarda Jarosińskiego i Stanisława Czarneckiego przy konsultacji Bohdana Bohonosa i zawierają techniczne zasady oraz podstawowe parametry sporządzania pierworysu mapy zasadniczej w skalach 1:2000 i 1:5000, o treści i dokładności przewidzianej instrukcją K-1, przy wykorzystaniu fotomapy lub ortofotomapy.
Zgodnie z wytycznymi przy opracowaniu pierworysu mapy zasadniczej fotomapa lub ortofotomapa pełni funkcję materiału podkładowego. Fotomapa lub ortofotomapa wykorzystywana jest w postaci cyjanokopii na planszach kartograficznych przy uwzględnieniu średniego błędu położenia, odfotografowanych na fotomapie lub ortofotomapie, szczegółów sytuacyjnych I grupy dokładnościowej w stosunku do najbliższego punktu poziomej osnowy geodezyjnej, który nie powinien przekraczać ± 0,4 mm w skali mapy, a w przypadku pozostałych szczegółów sytuacyjnych ± 0,6 mm. Materiałami wyjściowymi do wykonania cyjanokopii są negatywy fotomap lub ortofotomap. Do opracowania pierworysu mapy zasadniczej dopuszczone zostało stosowanie fotomap i ortofotomap wyłącznie o aktualnej treści obrazu fotograficznego terenu: 
- dla terenów z dynamicznie zmieniającym się stanem zagospodarowania okres wykorzystania nie powinien przekraczać 2 lat
- dla pozostałych terenów nie oznaczono okresu[1].

Wytyczne K-1.6 ustalają w szczegółach:
1. charakterystykę fotomap i ortofotomap wykorzystywanych przy opracowaniu mapy zasadniczej
2. analizę istniejących materiałów geodezyjnych i kartograficznych oraz określenie sposobu ich wykorzystania, w tym: warunki techniczne, opracowanie rzeźby terenu, przygotowanie materiałów geodezyjnych i kartograficznych do prac polowych
3. prace polowe: uczytelnienie polowe i pomiary uzupełniające
4. prace kameralne: opracowanie elementów sytuacyjnych, opracowanie elementów wysokościowych, uzgodnienie styków
5. prace końcowe: terenową kontrolę kompletności i dokładności pierworysu, sporządzenie matrycy mapy, skompletowanie operatu technicznego.

Pod pojęciem pierworysu mapy zasadniczej wytyczne określają mapę wykonywaną zgodnie z wymogami instrukcji technicznej K-1, a przy opracowaniu pierworysu obowiązują przepisy instrukcji technicznej G-4 – "Pomiary sytuacyjne i wysokościowe", z jednoczesnym uwzględnieniem przepisów wytycznych: 
- wytyczne techniczne K-1.3 – opracowanie pierworysu z pomiarów bezpośrednich
- wytyczne techniczne K-1.5 – autogrametryczne opracowanie pierworysu sytuacji i rzeźby terenu
- wytyczne techniczne K-2.3 – sporządzanie map fotograficznych
- wytyczne techniczne G-4.2 – uczytelnienie fotogrametrycznych zdjęć lotniczych
- wytyczne techniczne G-4.3 – bezpośrednie pomiary wysokościowe
- wytyczne techniczne G-4.4 – prace geodezyjne związane z podziemnym uzbrojeniem terenu.